# (1540) Kevola
(1540) Kevola es un asteroide perteneciente al cinturón de asteroides descubierto el 16 de noviembre de 1938 por Liisi Oterma desde el observatorio de Iso-Heikkilä en Turku, Finlandia.
Está nombrado por la estación de observación situada en Kevola del Instituto de Astronomía Óptica de Turku.